# 五箇山十日講

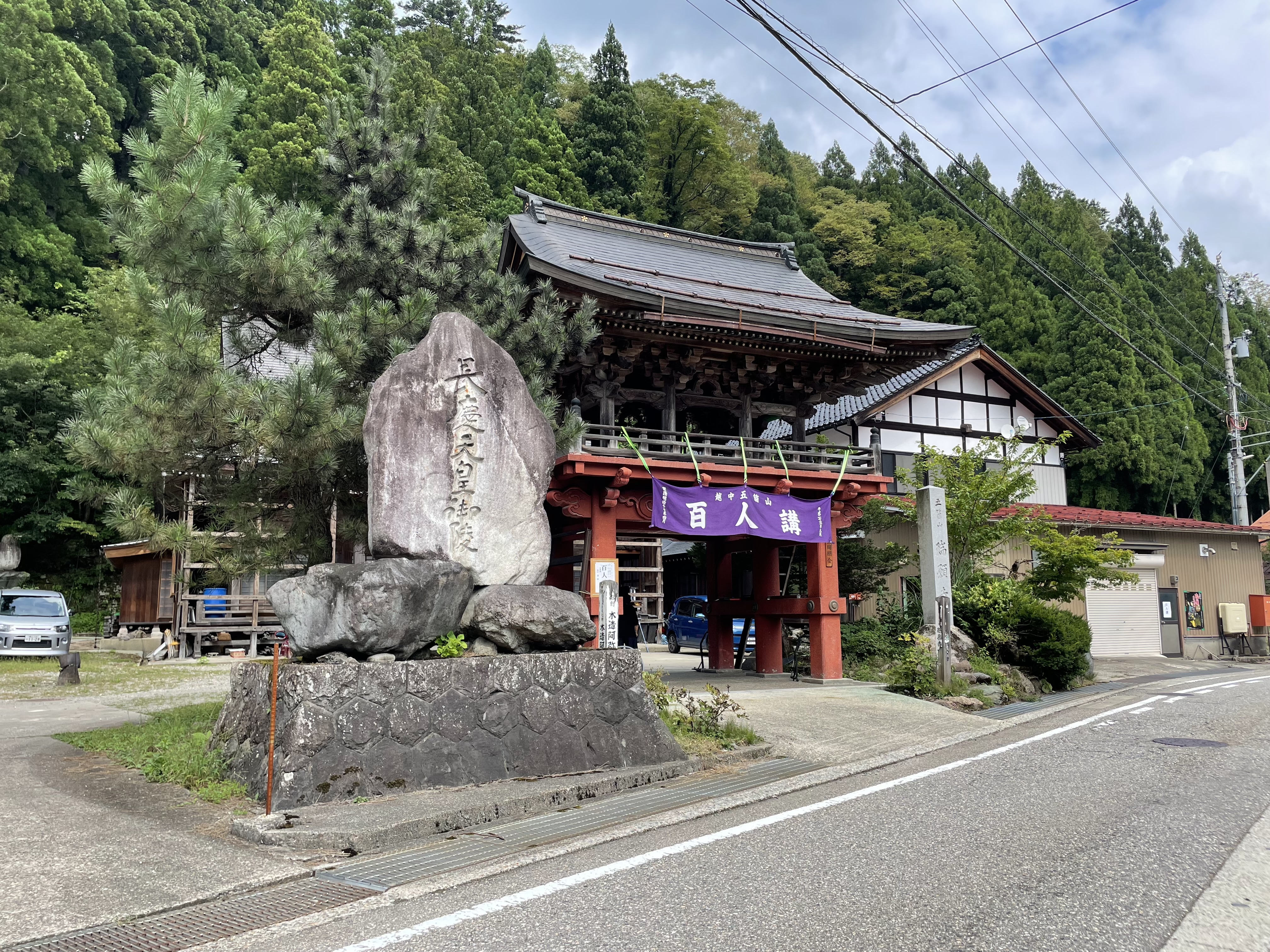
五箇山十日講の中心であった下梨念仏道場（現瑞願寺）。

五箇山十日講（ごかやまとおかこう）とは、戦国時代に越中国礪波郡五箇山（現・富山県南砺市内）の村々の門徒を統括した惣中組織。
仏教教団では経典の講究を行う集会を講会と呼び、これが転じて「寺院で修する法会」、「宗教的集団組織」を意味するようになった。本願寺では8代蓮如の時代より集団組織としての「講」の普及がはじまり、これがやがて本願寺へ志納金を供出する集団としての性格を有するようになった。
五箇山十日講もこのような集団の一つであり、この名称は「十日を集会日とした五箇山全域の講」を意味する。なお、講の日は当該地域に縁のある人の命日や宗主の命日に基づいて決められることが多いが、直近で十日を命日とする者がいないため、「十日講」の由来については明らかになっていない。

## 歴史

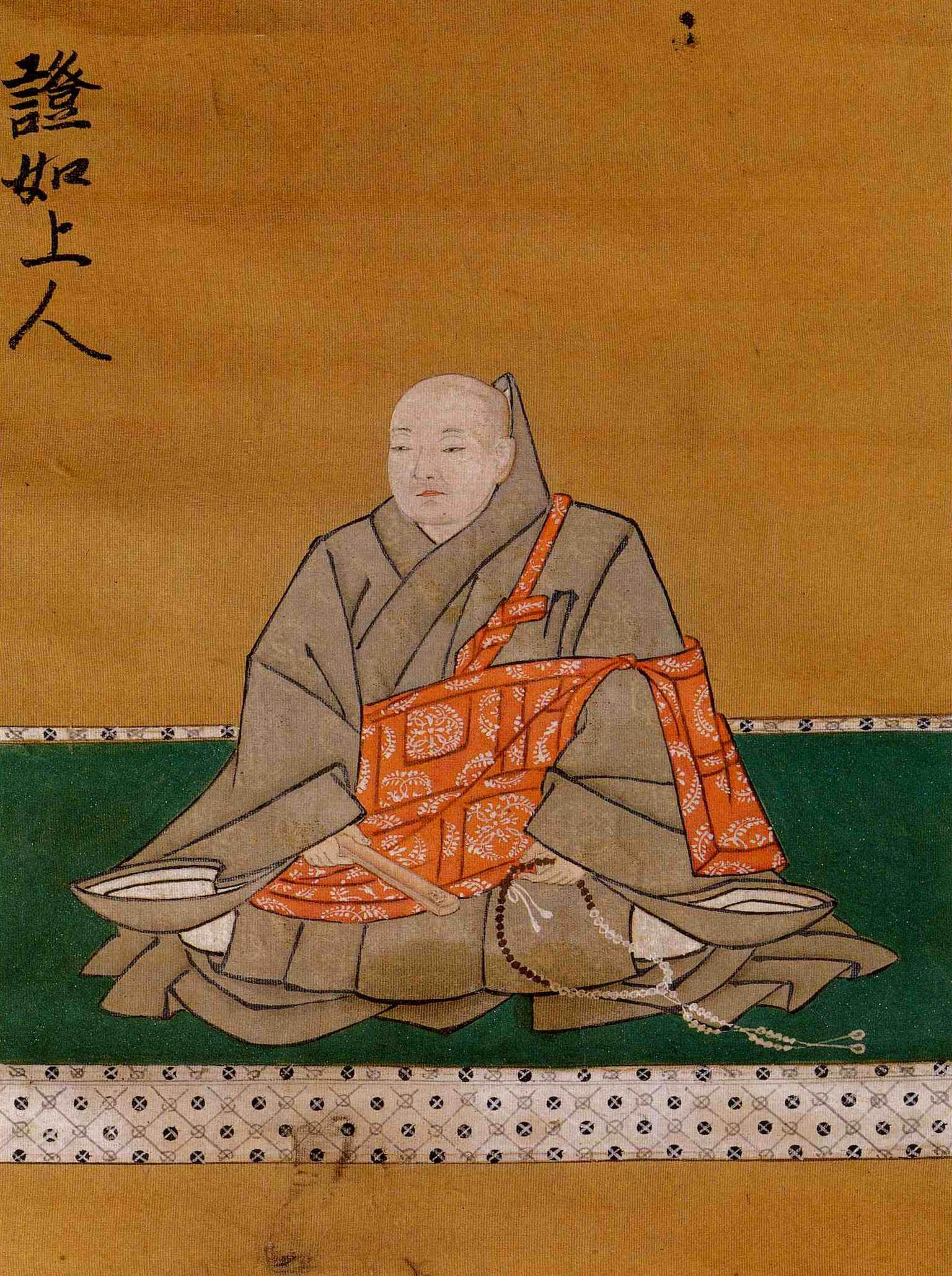
証如影像。証如の残した『天文日記』に五ヶ山に関する多くの記述が見出される。

「五ヶ山十日講」という名称の初見は『天文日記』天文6年（1537年）12月7日条で、遅くともこの頃までに「五箇山十日講」は成立していたようである。文亀元年（1501年）成立の「道宗覚書二十一カ条」には「講」についての記載がないため、16世紀初頭にはまだ「五箇山十日講」は存在しないが、後述の「斎」「非時」の頭人を務めるようになるまでには組織が形成されたと推定される。よって、五箇山が「非時」を務めた最も古い記録である大永3年（1523年）ころまでに「五ヶ山十日講」の組織が形成されたと考えられる。
享禄4年（1531年）には加賀一向一揆で内紛が起こっており（大小一揆）、超勝寺・本覚寺（大一揆）側が勝利を収めた。本覚寺は五箇山への布教を先導した寺院であり、これを機に五箇山門徒はより一層本願寺との結びつきを強めたようである。後述するように五箇山門徒が本願寺に直属するようになった結果、本願寺10代証如が残した『天文日記』や実従の『私心記』に五箇山十日講の記録が残り始める。
天正10年（1582年）8月には窪城（井口城）において佐々成政と越中一向一揆の攻防が繰り広げられ、窪城の陥落が決定打となって佐々方による五箇山制圧が一挙に進んだようである。また、天正11年6月付で「赤尾」に対して佐々成政が禁制を出した記録が残っており、これこそ佐々成政による五箇山制圧が達成された証であるとみられる。
天正13年（1585年）、富山の役を経て佐々成政は越中の領有を奪われ、代わって前田家が越中を統治することとなった。同年10月14日には前田利長が五ヶ山からの河上糸の請取状を出しており、これによって本願寺-五箇山十日講による五箇山支配が名実ともに終焉し、加賀藩による近世的支配に移行したことが確認される。

## 五箇山十日講の活動
『天文日記』などに見られる五箇山十日講の活動は、（1）本願寺への志の納入、（2）本願寺の法事の「斎」「非時」の頭人を勤めること、（3）下田長門の成敗命令を受けたこと、（4）本願寺へ祝儀を差し出したこと、の4種類に分類される。

### （1）懇志の納入
懇志の納入については下梨瑞願寺に『天文日記』の記述と対応する古文書が現存しており、五箇山の側でもこの懇志を重視していたことが窺える。例えば、『天文日記』天文5年7月19日条には「従越中五ヶ山毎年報恩講ニ来糸綿唯今来、糸十把綿十把」という記述があり、これに対応する瑞願寺所蔵文書には下記のように記される。
なお、瑞願寺所蔵の請取状宛名は「五ヶ山門徒中」「五ヶ山中」「五ヶ山惣中」などバラバラで、表記が統一されていなかったことが分かる。『天文日記』と瑞願寺所蔵文書の関連記録を整理すると以下の表の通りとなる。
| 『天文日記』 | 『天文日記』          | 『天文日記』 | 『天文日記』 | 瑞願寺蔵 証如書状 | 瑞願寺蔵 証如書状       | 瑞願寺蔵 証如書状 | 瑞願寺蔵 証如書状 | 瑞願寺蔵 証如書状 | 瑞願寺蔵 証如書状 |
| 日 付        | 趣 旨                 | 内 容        | 内 容        | 日 付             | 趣 旨                   | 内 容             | 内 容             | 内 容             | 宛 先             |
| ------------ | --------------------- | ------------ | ------------ | ----------------- | ----------------------- | ----------------- | ----------------- | ----------------- | ----------------- |
| 天文5.7.19   | 報恩講志              | 糸10(把)     | 綿10(把)     | 天文5.8.11        | 報恩講志、 証如への祝い | 糸10(把)          | 綿10(把)          | 銭200(疋)         | 五ヶ山門徒中      |
| 天文6.4.2    | 本願寺・ 幕府和睦祝儀 | 20貫         | 20貫         | -                 | -                       | -                 | -                 | -                 | -                 |
| 天文6.12.7   | 灯明料                | 糸2(把)      | -            | -                 | -                       | -                 | -                 | -                 | -                 |
| 天文6.12.7   | 報恩講志              | 糸10(把)     | 綿10(把)     | -                 | -                       | -                 | -                 | -                 | -                 |
| 天文6.12.7   | 講中より              | 糸2(把)      | 綿1(把)      | -                 | -                       | -                 | -                 | -                 | -                 |
| 天文7.12.8   | -                     | 糸12(把)     | 綿11(把)     | 天文7.12.8        | -                       | 糸12(把)          | 綿11(把)          | -                 | 五ヶ山中          |
| 天文8.12.5   | -                     | 糸10(把)     | 綿13(把)     | 天文8.12.4        | -                       | 糸10(把)          | 綿13(把)          | -                 | 五ヶ山惣中        |

臨時上納と見られる天文6年の灯料を除けば、毎年系（生系）・綿（真綿）をそれぞれ約10把ずつ納入していたことが分かる。納入品が主に生系、真綿であったのは、五山地方の特産品であったこと、軽くて運送に便利であったことなどが理由と考えられる。なお、糸10把はおよそ33貫文、綿10把はおよそ8貫文に相当したと推定され、当時の五箇山としては重たい負担であった。
天文9年以後、『天文日記』には五箇山からの上納にかかる記録が見られなくなるが、これは本願寺坊官の下間氏に事務を任せ、請取状も下間氏が発給する形式に移行したためと考えられる。

### （2）「斎」「非事」の頭人
「斎」「非事」の頭人とは、法事の際の「お斎（食事）」、「非事（夕食）」の担当を意味する。五箇山衆は河上衆（瑞泉寺配下）と共同、もしくは単独で歴代宗主の年忌法事でこの役割を務めていた。
| 年月日                 | 法事期間        | 法事内容    | 食事種別 | 品 数           | 頭 役            | 出 典                  |
| ---------------------- | --------------- | ----------- | -------- | --------------- | ---------------- | ---------------------- |
| 大永3.3.25 （1523年）  |                 | 蓮如25回忌  | 非事     |                 | 河上・五ヶ山     | 『蓮如様御遷化之記』   |
| 大永5.2.8 （1525年）   | 2月8日~3月？日  | 実如 中陰   | 非事     | 汁2・菜3・菓子3 | 越中五ヶ山       | 『実如上人闍維中陰録』 |
| 天文6.1.27 （1537年）  | 1月26日~2月2日  | 実如13回忌  | 斎       | 汁2・菜8・菓子5 | 河上・五ヶ山     | 『天文日記』           |
| 天文10.1.27 （1541年） | 1月26日~2月2日  | 実如17回忌  | 非事     | 汁2・菜6        | 越中五ヶ山       | 『私心記』             |
| 天文18.1.27 （1549年） | 1月26日~2月2日  | 実如25回忌  | 非事     | 汁2・菜6        | 河上・越中五ヶ山 | 『私心記』             |
| 天文22.8.16 （1553年） | 8月14日~8月20日 | 円如33回忌  | 非事     |                 | 河上・五ヶ山     | 『私心記』             |
| 天文23.9.8 （1554年）  |                 | 証如 中陰   | 非事     |                 | 河上十郷・五ヶ山 | 『信受院殿記』         |
| 天文24.8.9 （1555年）  | 8月7日~8月13日  | 証如1週忌   | 非事     | 汁2・菜6・茶子5 | 河上・五ヶ山     | 『私心記』             |
| 弘治2.8.7 （1556年）   |                 | 証如3回忌   | 非事     |                 | 河上・五ヶ山     | 『私心記』             |
| 永禄3.8.7 （1560年）   | 8月7日~8月13日  | 証如7回忌   | 非事     | 汁2・菜6・茶子5 | 河上             | 『私心記』             |
| 永禄4.3.19 （1561年）  | 3月19日~3月28日 | 親鸞300回忌 | 非事     | 汁2・菜6・茶子5 | 河上・五ヶ山     | 『私心記』             |
| 永禄9.8.7 （1566年）   |                 | 証如13回忌  | 非事     |                 | 河上・五ヶ山     |                        |

年忌法事は土屋夜にわたって行われるが、五箇山衆はその内第1~3日目を務めることが多かった。別日を担当するのは上野（下間氏）・河上・大坂坊主衆講中・大坂六町衆などが多く、年忌法事での担当は慣例化して割当てられていたようである。
「斎」「非時」の負担額は1回につきおおよそ10貫文程度と推定されており、後述するように「河上衆」と「五箇山衆」の負担は4:1ほどと見られることから、五箇山衆は1回につき2文ほどを負担していたと考えられる。実如は大永5年（1525年）2月2日に死去し、7日に葬礼、8日に拾骨が行われた。8日に頭人は本願寺の家宰的立場にあった下間頼玄が務めたが、夕非時の頭人を務めたのは「五ヶ山」であった。この後も、五箇山は実如の年忌には頭人として勤仕しており、五箇山衆は実如の法弟と見なされていたことが分かる。
実如の非時頭役で、五箇山以外に地域集団名で呼ばれるのは黒江衆・大阪殿北御講衆・北郡小直参衆のみであり、五箇山の特殊な地位が窺える。「斎」「非事」の頭を務めることは名誉なことであり、実如13回忌に斎頭役を担った時には、喜びのあまり証如に御礼として礼銭1000疋（=10貫）を献上している

### （3）成敗命令の対応
天文7年（1538年）4月20日、本願寺は大小一揆にて小一揆側の有力指導者であった下田長門の成敗命令を加賀・越中の門末に下した。この時、本願寺は越中国内では「勝興寺」「瑞泉寺」に成敗を命じ、「かんだ」「河上十郷」「五ヶ山」に成敗のことを心得よと申し付けている。
「かんだ （蟹谷）」は勝興寺の、「河上十郷」は瑞泉寺の、それぞれ与力衆であるが、「五ヶ山」のみ対応する寺院がなく、「五ヶ山」が越中一向一揆の中でも特殊な立場（本願寺直参衆）にあったことが窺える。もっとも、「五ヶ山」が瑞泉寺と全く没交渉であったわけではなく、上述の「斎」の頭人を河上衆（瑞泉寺与力衆）と共同で務めるなど、やはり「五ヶ山」は瑞泉寺と密接な関係を有していたと考えられる。

### （4）本願寺への祝儀
天文5年8月19日に本願寺と室町幕府の間で和睦が成立すると、各地の門徒より祝儀が本願寺に進納された。越中国では天文5年11月5日に「河上十郷」が80貫文を、天文6年4月2日「赤尾惣中（五箇山）」が80貫文を、それぞれ進納したとの記録がある 。この記録から、（3）成敗命令の対応と同様に、「河上十郷」と「赤尾惣中 （五箇山）」が別個の集団として成立していたことが分かる。
また、「河上十郷」と「赤尾惣中（五箇山）」の祝儀額は4（80貫文）:1（20貫文）の割合であり、上述の「斎」「非時」の頭役費用も、同様の割合で負担していたのではないかと推定される。

### 越中一向一揆内の立ち位置
上記（1）~（4）に見られる五箇山衆の負担した役目を、他の越中国内の集団と比較すると下記表の通りとなる。
「越中坊主 （蟹谷/かんだ）衆」「河上衆」「五ヶ山衆」の中では「河上衆」の負担が最も大きいように見えるが、蟹谷衆が5カ月間隔で番役を務める所を、「河上衆」は2年間隔で務めており、三集団のバランスが保たれている。

## 十日講起請文
天文21年10月27日、五ヶ山衆が3カ条について申し定め、その後に各村の代表87名が署名した文書（「十日講起請文」）が旧上平村細嶋集落の生田家に伝えられている。世界遺産にもなった「相倉（あいのくら）」集落の名称は本文書が初出であり、中世の五ヶ山情勢を伝える極めて貴重な古文書として南砺市の市指定文化財に認定されている。
3カ条の内容と、その大意については以下の通り（87名の署名については後掲）。

### 文書の内容
第一条に見える「御坊様」は井波瑞泉寺を指すものとする説もあるが、現在では直近の天文15年に創立された金沢御坊と見なす見解が主流である 。また「再び十日講に疎略があれば浄宗から申し上げます」 と言及される「浄宗」は、赤尾行徳寺の住持ではないかと推定される。赤尾行徳寺はこの時すでに寺号を称していたために十日溝の構成員に含まれず、オブザーバー的な立場から関わっていたと考えられるためである。
第二条に見える「御志の糸・綿」は上述した志の納入のことで、本文書の趣旨とは直接関係ないが、関連する事項として言及されたものとみられる。なお、本願寺の世界では「京都」とは「親鸞真影の座するところ」を意味するため、ここでの「京都」は現在の京都市でなく、大坂の石山本願寺を指す。
第三条が本文書の主題であり、「公用」を納めなかったことへの詫びと、今後同じ過ちを犯さないことを誓う内容が述べられている。井波瑞泉寺には「御公用」として年ごとに11~15貫文を納入した記録があり、この「公用」は懇志とは別に本願寺に納入する年貢であった。

### 署名人
起請文に署名した87名中、法名と見なせるのは下梨谷の図書了歓・北名道宗・小数・教善・かこと善入、利賀谷のあへつたう了願・上畠徳祐、上梨谷の小原道珍、の8名に過ぎない。ただし、上梨の「五郎衛門尉」家と楮村の「左衛門尉」家は永正年間に本尊を下付された記録があり、明らかに道場主がいたはずなので、五郎衛門尉や左衛門尉は半僧半俗の「毛坊主」的な存在であったと考えられる。
また、署名の中には足利将軍家風の花押を使用している者がおり、下梨谷では4名、利賀谷では5名、小谷では3名、上梨谷では4名、赤尾谷では8名が該当する。特に赤尾谷の唯通重家は12代将軍足利義晴と同型の花押を用いており、五ヶ山惣中代表として石山本願寺に参上した時に将軍義晴の花押を見て真似たのではないかと考えられる。唯通重家が属する新屋道善寺には義晴在任期に下された六字名号・十字名号が現存していることも、唯通重家が義晴の花押を見る機会のあった裏付けとなる。

### 起請文署名人一覧
下梨瑞願寺には起請文の写しがあるが、これには各署名者の子孫についての注記があり、この注記も含め署名人の一覧をまとめると以下の通りとなる。

#### 下梨谷
| 署名                       | 瑞願寺注記                           | 近世の道場                       | 対応する現代の寺院     |
| -------------------------- | ------------------------------------ | -------------------------------- | ---------------------- |
| 修理亮乗資（花押）         | 当時下梨村市助先祖ヲ修理亮申由承候   | 井波瑞泉寺道場 下梨村 市助       | 下梨集落の瑞願寺       |
| 藤井与三兵衛               | 下梨道場庄右衛門先祖                 | 坂上西勝寺道場 下梨村 少右衛門   | 下梨集落の九里道場     |
| 図書了歓（花押）           | 相倉村九郎三郎先祖                   | 祖谷村本敬寺道場 相倉村 九郎三郎 | 相倉集落の相念寺       |
| 見さ次郎左衛門尉（略押）   | 当時屋敷跡計                         |                                  | 見座集落の見覚寺       |
| 北名道宗（花押）           | 当時下梨三右衛門先祖                 |                                  | 下梨                   |
| 小来数 專了（花押）        | 当時屋敷跡計                         | 井波瑞泉寺道場 小来栖村 弥右衛門 | 小来栖集落の念仏道場   |
| 同中屋（花押）             |                                      |                                  | 小来栖                 |
| 教善（花押）               |                                      |                                  | 詳細不明               |
| 漆原孫左衛門尉（花押）     | 下梨内出村小名ニ而与六郎先祖         | 杉本家                           | 漆原                   |
| 松尾九郎衛門尉（略押）     | 当時九郎兵衛先祖、下梨村与兵兵衛先祖 |                                  | 上松尾（松尾）         |
| 中畠兵衛（略押）           | 当時道場助右衛門先祖                 | 小松本覚寺道場 中畑村 助右衛門   | 中畑集落の本教寺       |
| 中畠大郎左衛門尉（花押）   | 当時太郎右衛門先祖                   |                                  | 中畑                   |
| 来数八郎衛門尉（略押）     | 当時道場忠右衛門先祖                 | 坂上西勝寺道場 来栖村 忠右衛門   | 来栖集落の念仏道場     |
| 来数大郎次郎（略押）       | 当時彦右衛門先祖                     |                                  | 来栖                   |
| 梨谷小太郎（略押）         | 当時道場小右衛門先祖                 | 井波瑞泉寺道場 梨谷村 次右衛門   | 梨谷集落の念仏道場     |
| 杉尾左衛門尉（花押）       |                                      | 金戸仙徳寺道場 杉尾村 理兵衛     | 杉尾集落の念仏道場     |
| あいのくら大郎次郎（略押） |                                      | 鳥羽野万法寺道場 相倉村 惣九郎   | 相倉集落の西方道場     |
| かこと善入（略押）         | 当時道場次郎兵衛先祖                 | 城端惣道場 籠渡村 次郎兵衛       | 篭渡集落の念仏道場     |
| 嶋八郎衛門尉（略押）       | 当時道場八郎左衛門先祖               | 坂上西勝寺道場 島村 八郎左衛門   | 大島（嶋）集落の称名寺 |
| 仏新左衛門尉（略押）       | 当時仏太郎左衛門申百姓               |                                  |                        |

#### 利賀谷
| 署名                        | 瑞願寺注記 | 近世の道場                             | 対応する現代の寺院                               |
| --------------------------- | ---------- | -------------------------------------- | ------------------------------------------------ |
| 又太郎家長（花押）          |            | 杉木新町村真光寺道場 下利賀村 助左衛門 | 筆頭署名者であることから、下利賀の代表とみられる |
| 同 孫五郎吉信（花押）       |            |                                        | 下利賀の有力者か                                 |
| あへつたう了願（花押）      |            | 祖谷村本敬寺道場阿別当村忠三郎         | 阿別当集落の念仏道場か                           |
| 坂上次郎左衛門尉（花押）    |            |                                        | 坂上集落の有力者か                               |
| 坂上左藤兵衛（花押）        |            |                                        | 坂上集落の有力者か                               |
| 上畠徳祐 （花押）           |            | 坂上西勝寺道楊上畠村孫兵衛             | 上畠道場                                         |
| 上畠左衛門大郎（略押）      |            |                                        | 上畠集落の有力者か                               |
| 同 大郎衛門尉（花押）       |            |                                        | 上畠集落の有力者か                               |
| 細島三郎左衛門尉 （花押）   |            | 坂上西勝寺道楊細島村四郎右衛門         | 細島集落の念仏道場か                             |
| 岩渕藤次郎（略押）          |            | 岩渕村伊右衛門先祖                     | 岩渕集落の念仏道場か                             |
| 来数九郎左衛門尉（略押）    |            |                                        | 下利賀集落の野原家先祖か                         |
| 嶋又五郎（花押）            |            |                                        | 下島集落の念仏道場か                             |
| 大豆谷八郎左衛門尉 （略押） |            | 杉木新町村真光寺道場 南大豆谷村 彦三郎 | 大豆谷集落の念仏道場か                           |
| 同 大郎衛門尉（略押）       |            | 杉木新町村真光寺道場北大豆谷村弥左衛門 | 北豆谷集落の念仏道場か                           |
| さゝれ藏与五郎（略押）      |            |                                        | 草嶺集落の有力者か                               |
| 高沼源大郎（花押）          |            |                                        | 高沼集落の有力者か                               |

#### 小谷
| 署名                        | 瑞願寺注記             | 近世の道場                           | 対応する現代の寺院     |
| --------------------------- | ---------------------- | ------------------------------------ | ---------------------- |
| 小次郎安弘（花押）          |                        |                                      | 高草嶺集落の有力者か   |
| 入谷 （花押）               |                        | 杉木新町真光寺道場 入谷村 七郎右衛門 | 入谷集落の念仏道場か   |
| 小大郎勝恵 （花押）         |                        |                                      | 詳細不明               |
| 経塚左近                    | 当時下出村八右衛門先祖 | 勝興寺預リ 下出村 八右衛門           | 下出集落の念仏道場     |
| 沢大郎九郎（略押）          |                        |                                      | 沢集落の有力者か       |
| 江上衛門尉 （略押）         |                        |                                      | 江上集落の有力者か     |
| 同 九郎左衛門尉（花押）     |                        |                                      | 江上集落の有力者か     |
| たかさわれ左衛門尉（略押）  |                        | 坂上西勝寺道場 高草嶺村 甚兵衛       | 高草嶺集落の念仏道場か |
| 田中衛門尉（略押）          |                        |                                      | 田中集落の有力者か     |
| 八郎衛門（略押）            |                        |                                      | 詳細不明               |
| つし左衛門尉（略押）        |                        |                                      | 詳細不明               |
| 嶋の九郎三郎 （花押）       |                        |                                      | 嶋集落の有力者か       |
| 下衛門尉（略押）            |                        |                                      | 下原集落の念仏道場か   |
| 同 兵衛 （略押）            |                        |                                      | 下原集落の有力者か     |
| そやま五郎左衛門尉 （花押） |                        | 勝興寺預リ 祖山村 平兵衛             | 祖山集落の念仏道場か   |

#### 上梨谷
| 署名                       | 瑞願寺注記                 | 近世の道場                         | 対応する現代の寺院         |
| -------------------------- | -------------------------- | ---------------------------------- | -------------------------- |
| 右京亮弘安 （花押）        |                            |                                    | 皆葎集落の有力者か         |
| 小原藤左衛門尉（花押）     |                            |                                    | 小原集落の有力者か         |
| 孫八郎 （花押）            |                            |                                    | 詳細不明                   |
| 上なしの五郎衛門尉（花押） | 当時上梨道場市兵衛先祖     | 小松本覚寺道場 上梨村 市兵衛       | 上梨集落の円浄寺           |
| 田向七郎左衛門尉（花押）   | 当時田向七郎左衛門先祖     |                                    | 田向集落の有力者か         |
| 同 掃部（略押）            | 当時田向道場庄次郎先祖     | 坂上西勝寺道場 田向村 庄次郎       | 田向集落の光明寺           |
| 同 八郎三郎（略押）        |                            |                                    | 田向集落の有力者か         |
| 井谷平次郎（略押）         |                            | 城端善徳寺道場 猪谷村 弥兵衛       | 猪谷集落の念仏道場か       |
| たかさハれ衛門（略押）     |                            | 祖谷本敬寺道楊 猪谷村 七郎右衛門   | 猪谷高草嶺集落の念仏道場か |
| 小原道珍（略押）           |                            | 鳥羽野万法寺道場 小原村 七郎右衛門 | 小原集落の念仏道場か       |
| お屋衛門大郎（略押）       | 当時かいもくら市左衛門先祖 | 小松本覚寺道場 皆葎村 市左衛門     | 皆葎集落の皆蓮寺           |
| 東さこ次郎（略押）         |                            |                                    | 詳細不明                   |
| 細嶋衛門大郎（略押）       |                            |                                    | 細島集落の生田家先祖か     |
| 同 八郎衛門（略押）        |                            | 万法寺道場 細島村 次郎右衛門       | 細島集落の念仏道場か       |
| かいもくら八郎次郎（略押） |                            |                                    | 皆葎集落の有力者か         |
| 同 大郎三郎（略押）        |                            |                                    | 皆葎集落の有力者か         |

#### 赤尾谷
| 署名                     | 瑞願寺注記                                    | 近世の道場                       | 対応する現代の寺院     |
| ------------------------ | --------------------------------------------- | -------------------------------- | ---------------------- |
| 唯通重家（花押）         |                                               | 小松本覚寺道場 新屋村 市十郎     | 新屋集落の道善寺       |
| 次郎左衛門尉 （花押）    |                                               |                                  | 詳細不明               |
| 新介真弘 （花押）        |                                               |                                  | 詳細不明               |
| 藤左衛門尉（花押）       |                                               |                                  | 詳細不明               |
| 七郎五郎勝弘（花押）     |                                               |                                  | 詳細不明               |
| 藤七（花押）             |                                               |                                  | 詳細不明               |
| 大郎兵衛（略押）         |                                               |                                  | 詳細不明               |
| 中田五郎左衛門尉（花押） |                                               | 鳥羽野万法寺道場 漆谷村 次右衛門 | 漆谷集落の念仏道場か   |
| こせ左衛門尉（略押）     | 上ノ村五郎右衛門先祖哉 当時家名をヲこせと申候 |                                  | 上野集落の有力者か     |
| 成出こんかミ（略押）     |                                               |                                  | 成出集落の有力者か     |
| 下嶋六郎左衛門尉（略押） |                                               | 赤尾行徳寺下 下島村 惣九郎       | 下嶋集落の念仏道場か   |
| 衛門九郎（略押）         |                                               |                                  | 詳細不明               |
| 七郎衛門（略押）         |                                               |                                  | 詳細不明               |
| 甚衛門（花押）           |                                               |                                  | 下島集落の天野家先祖か |
| 六郎衛門（略押）         |                                               |                                  | 詳細不明               |
| おせこんかミ（略押）     |                                               |                                  | 小瀬集落の羽馬家先祖か |
| 兵衛（略）               |                                               |                                  | 山本家か               |
| かうす村左衛門尉（略押） |                                               | 小松本覚寺道場 楮村 八兵衛       | 楮集落の聖光寺         |
| 同 太夫                  |                                               |                                  | 楮村の有力者か         |
| 八郎衛門                 |                                               |                                  | 詳細不明               |